# Ekryksinatozaur
Ekryksinatozaur (Ekrixinatosaurus) – rodzaj teropoda z grupy ceratozaurów (Ceratosauria). Żył w późnej kredzie (ok. 100–97 mln lat temu) na terenach Ameryki Południowej. Początkowo całkowitą długość ciała szacowano na ok. 7–8 m (przy całkowitej długości czaszki szacowanej na 83 cm), nowsze szacunki sugerują jednak, że mógł on osiągać nawet 10–11 m długości, co czyniłoby go jednym z największych znanych abelizaurów, jeśli nie największym. Jego szczątki znaleziono w Argentynie (w prowincji Neuquén). Został odkryty dzięki zastosowaniu materiałów wybuchowych – nazwa rodzajowa oznacza "jaszczur zrodzony z eksplozji". Skamieniałości tego dinozaura odkryto w 1999 roku, ale opisano dopiero w 2004. Znalezienie szczątków w tak wczesnych osadach skłoniło badaczy do wysunięcia tezy, że abelizaurydy pojawiły się wcześniej niż do tej pory uważano; późniejsze odkrycia potwierdziły to. Abelizauryd żył na terenach podmokłych wraz z rybami, żabami, wężami, żółwiami, ssakami i sfenodontami. Większa fauna obejmowała krokodylomorfy z rodzaju Araripesuchus oraz dinozaury: zauropody takie jak rebbachizaur Limaysaurus i tytanozaur Andesaurus, ogromne karcharodontozaury – Giganotosaurus i prymitywne ptakopodobne dromeozaurydy – Buitreraptor.
Holotypem i jedynym znanym okazem ekryksinatozaura jest niekompletny szkielet oznaczony numerem katalogowym MUCPv-294. Na szkielet czaszkowy składają się niecałe kości szczękowe, kości zaoczodołowe, kość łuskowa, kości czołowe, ciemieniowe, kość potyliczna, niekompletne kości zębowe i zęby. Poza tym znaleziono kręgi szyjne, piersiowe, żebra, kręgi ogonowe i szewrony, kości miednicy: biodrową, kulszową, łonową oraz kości kończyn tylnych: kości udowe, strzałkowe, kość piętową, kości śródstopia, palce i pazury.